# Glaciar Baltoro
O Glaciar Baltoro é um glaciar do Paquistão, na cordilheira Caracórum. Está rodeado por alguns dos picos mais altos da Terra: K2 (8611 m), Gasherbrum I (8080 m),  Broad Peak (8047 m), Gasherbrum II (8035 m), Gasherbrum III (7946 m), Gasherbrum IV (7932 m), Masherbrum (7821 m), Chogolisa (7665 m), Torre Muztagh (7.273 m) e Snow Dome (7160 m).
Com 57 km de comprimento, é um dos glaciares mais longos do mundo fora das regiões polares.
Está situado no Baltistão, dentro dos Territórios do Norte do Paquistão, e estende-se por parte da cordilheira Caracórum. A subcordilheira Baltoro Muztagh está a norte e este do glaciar, enquanto as Montanhas Masherbrum estão a sul. Com 8611 m de altitude, o K2 é a montanha mais alta da região. Num raio de 20 km encontram-se outras três montanhas com mais de oito mil metros de altitude. 
O glaciar fornece de água o rio Shigar, que desagua no rio Indo. Por sua vez, no Baltoro desembocam vários glaciares: o glaciar Godwin-Austen, que flui desde o lado sul do K2; o Abruzos e vários glaciares do Gasherbrum, provenientes do grupo de picos do Gasherbrum; o glaciar de Vigne, que vem do Chogolisa; e o glaciar de Yermandendu, que começa na zona do Masherbrum. A confluência do Baltoro com o glaciar Godwin-Austen é conhecida como Concordia; este lugar é onde está o acampamento base para subidas ao K2, sendo também destino popular para caminhada.
A parte final do glaciar é muito larga e a sua parte central é um extenso campo de neve. Pequenos glaciares vão desembocando, criando cascatas de gelo no ponto de união. As paredes laterais têm notáveis vertentes, chegando a ser precipícios. O glaciar esculpiu à sua passagem estrias nas rochas, e o gelo em movimento formou depressões que se foram convertendo em numerosos lagos glaciais. Pode-se aceder ao glaciar pela cidade balti de Skardu.

## Galeria

K2 no centro e topo da foto
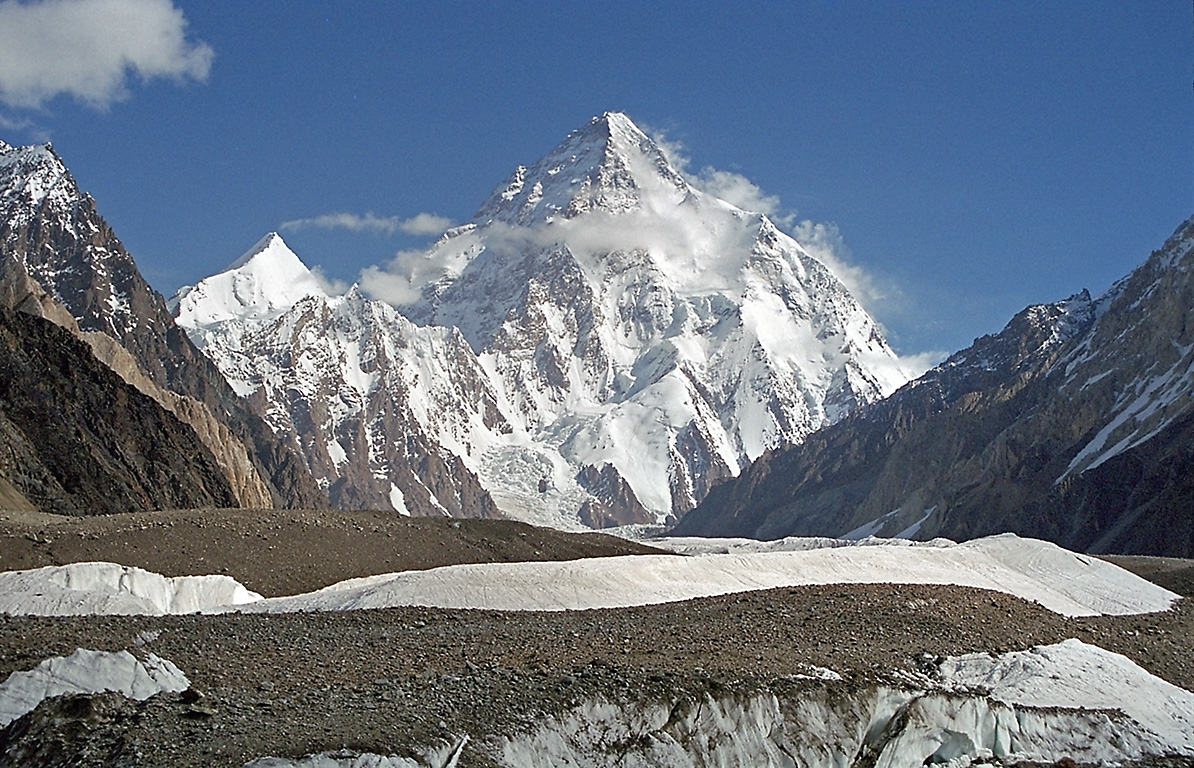
K2 (8611 m) visto de Concordia
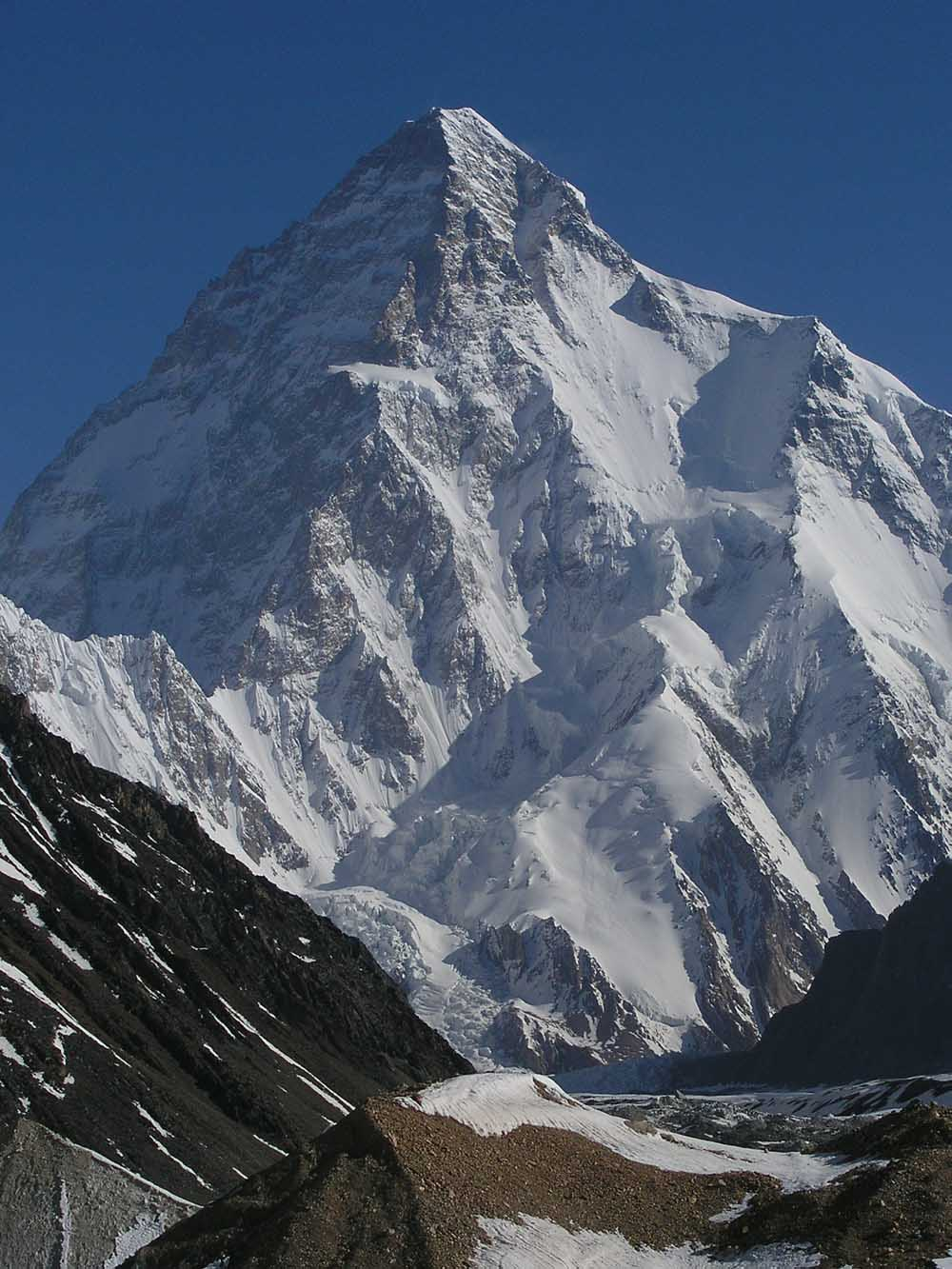
K2 (8611 m)
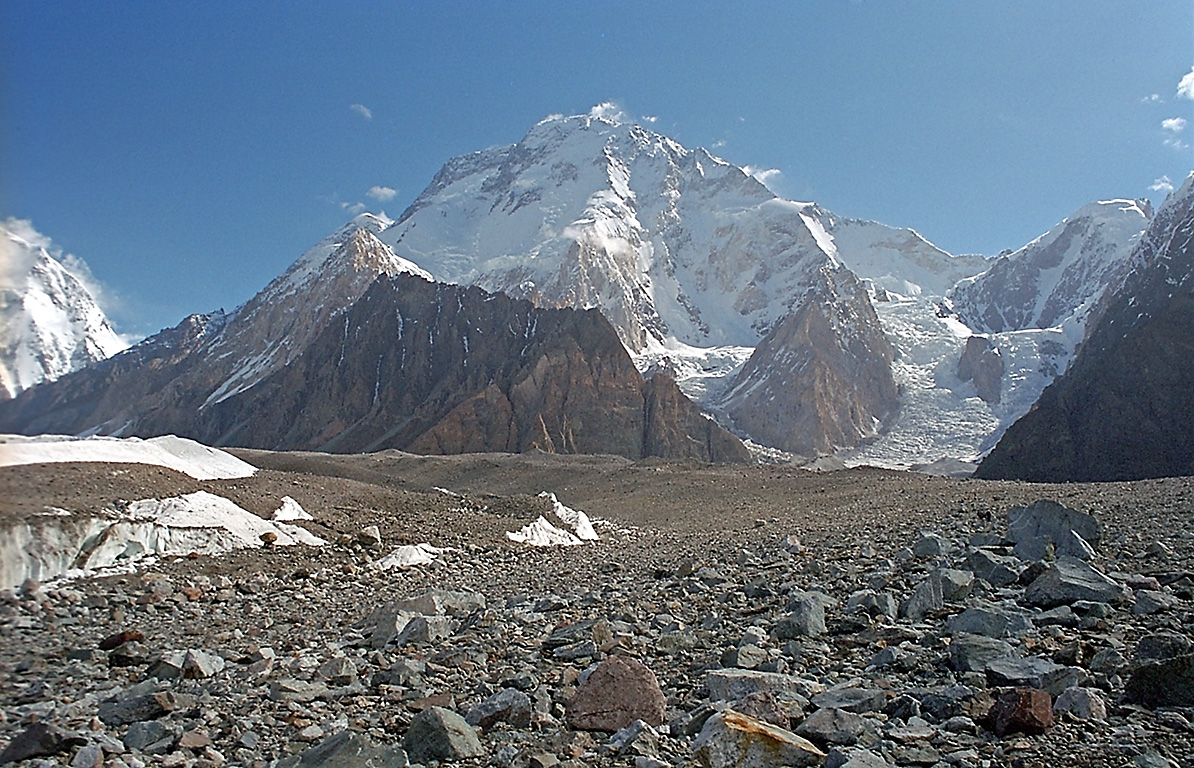
Broad Peak (8047 m) visto de Concordia
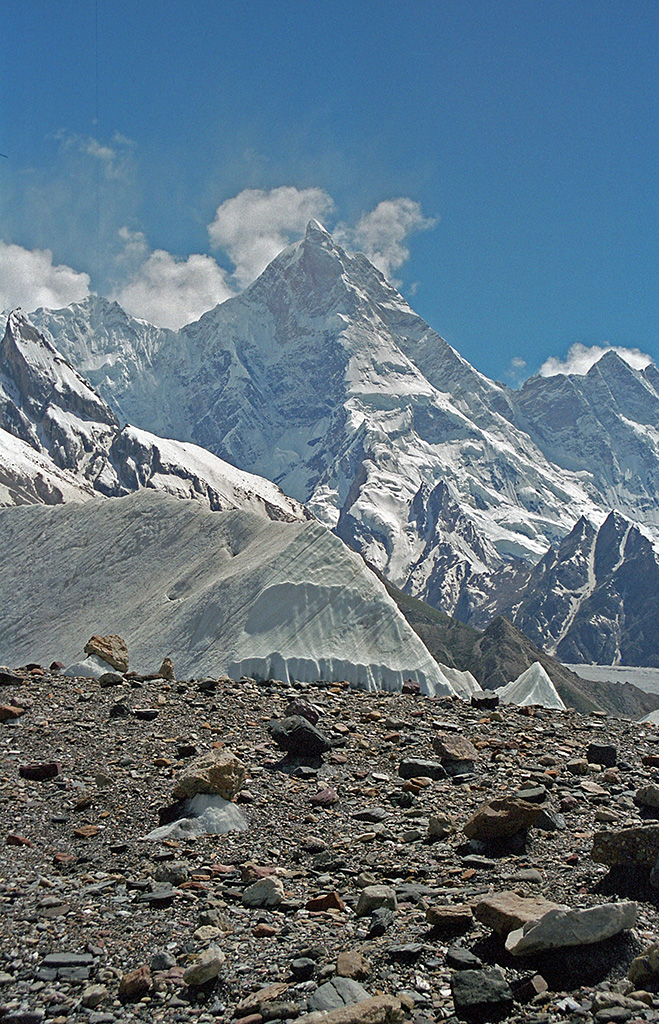
Masherbrum (7821 m)
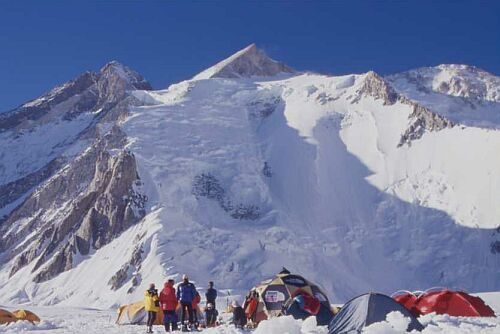
Gasherbrum II (8035 m)
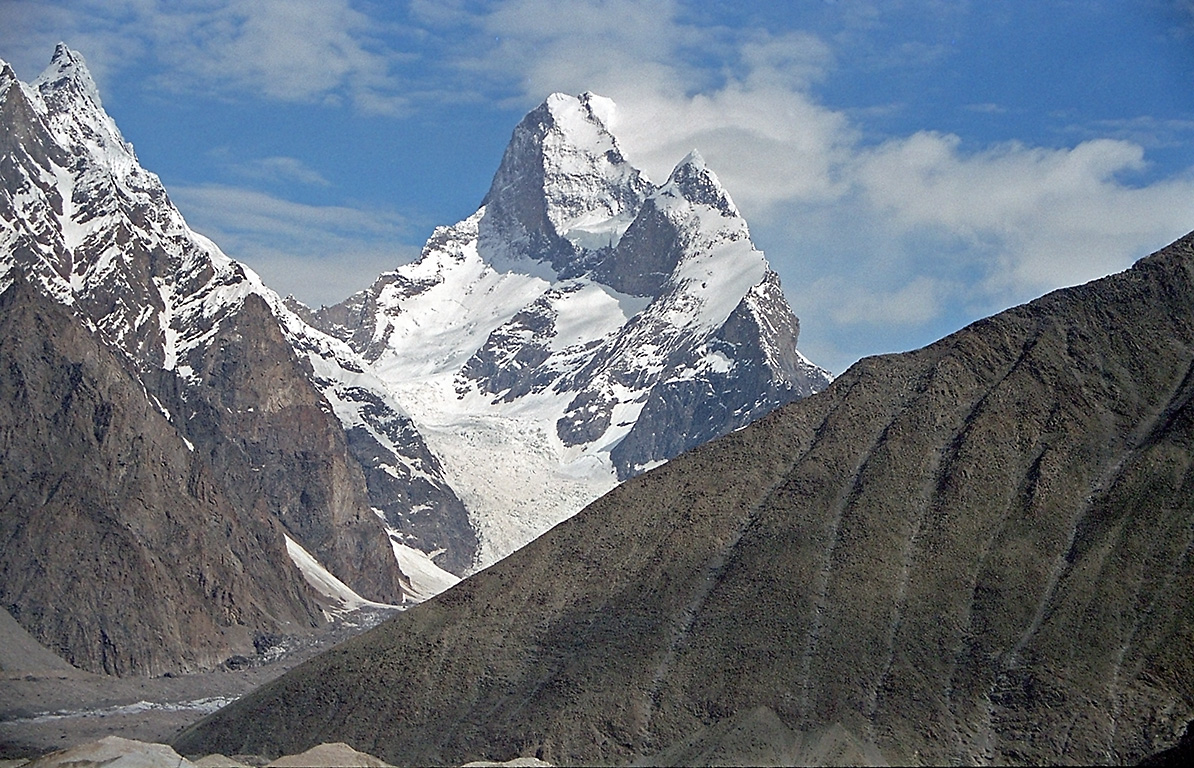
Torre Muztagh (7273 m)
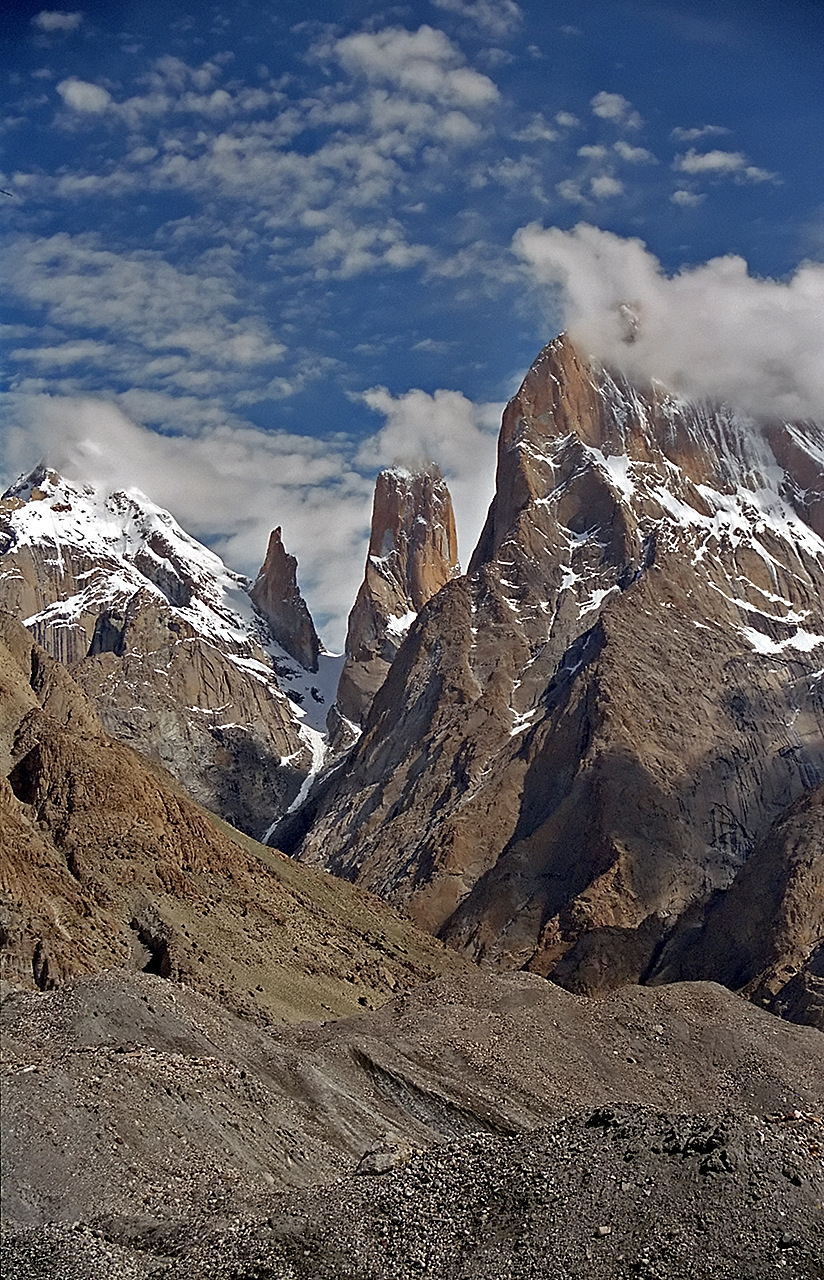
Torres Trango (6286 m) - paredes verticais de maior desnível
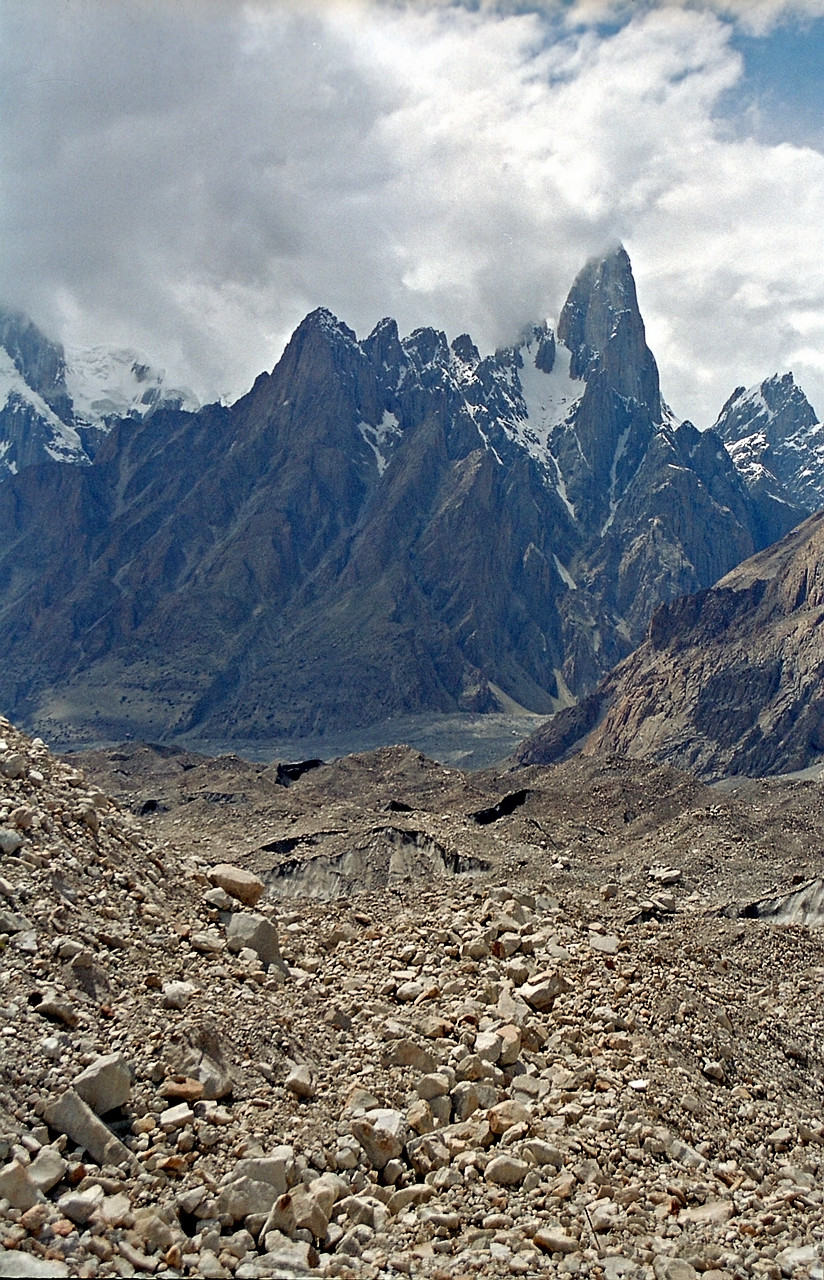
Torre Uli Biaho (6417 m)
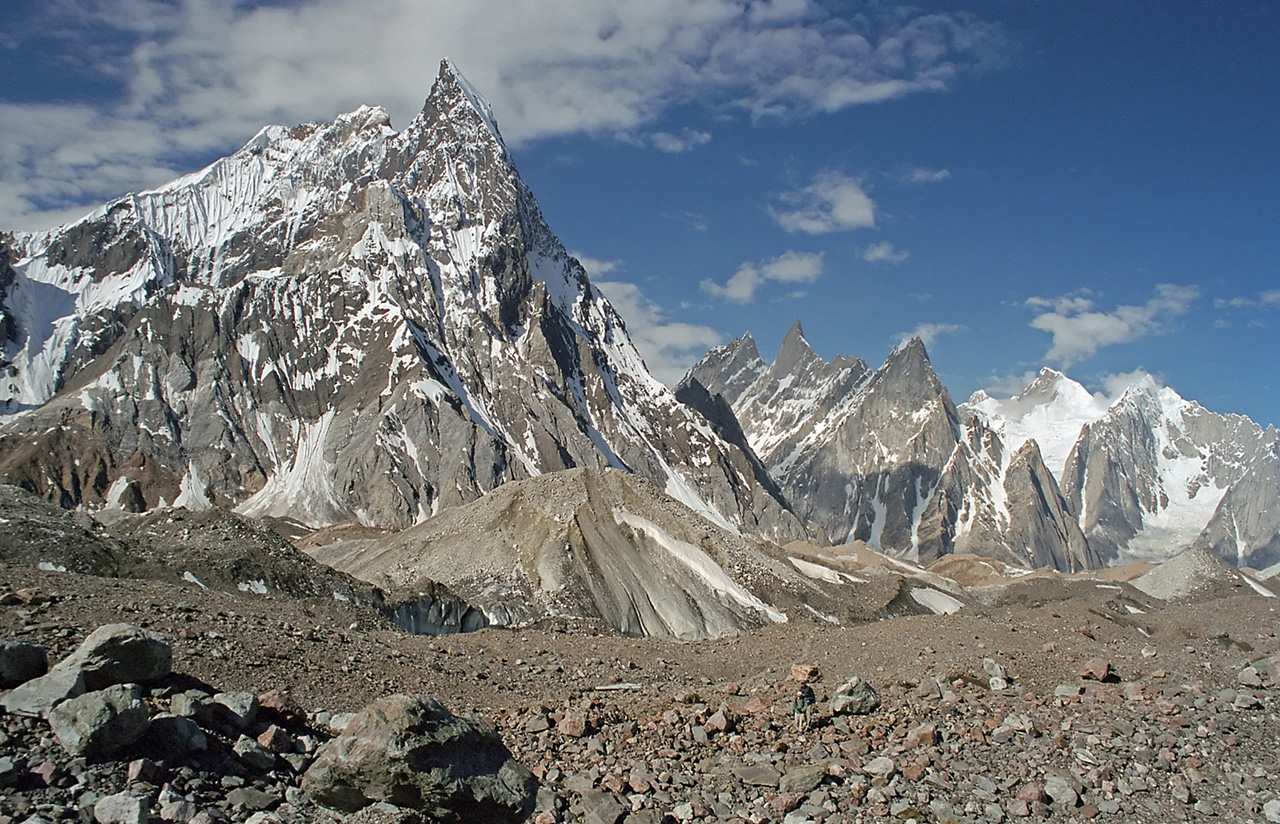
Mitre Peak (6025 m)